# Nils Olsson i Öslöv
Nils Olsson (i riksdagen kallad Olsson i Öslöv), född 11 februari 1812 i Västra Strö församling, Malmöhus län, död där 2 februari 1896, var en svensk politiker. Han företrädde bondeståndet i Onsjö, Rönnebergs och Harjagers härader vid ståndsriksdagarna 1856/58, 1859/60 och 1865/66.